# Antonina Magdalena Śniadecka- Kotarska
Antonina Magdalena Śniadecka- Kotarska (13 de junio de 1952; Polonia) es embajadora de la República de Polonia en Perú, Bolivia y Ecuador
La etnóloga/antropóloga de cultura y política, la primera latinoamericanista polaca que a lo largo de 25 años lleva estudios de campo sistemáticos en la América Andina dedicados a la etnopolítica, población autóctona y gender identity.

## Ámbito de la investigación

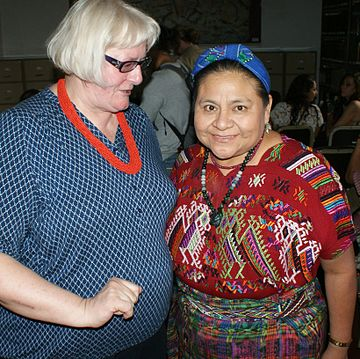
Prof. Magdalena Śniadecka - Kotarska and a Nobel Peace Prize’s winner, Rigoberta Menchú Tum (Guatemala 2013, by J. Kotarski)

Su campo de interés son los estudios etnopolíticos de la región andina (Perú, Ecuador, Bolivia) y mesoamericana (zona fronteriza mexicano-guatemalteca). Se ocupa del análisis de los conflictos dentro de las sociedades indígenas y de los mecanismos del etnodesarrollo enfocando la perspectiva desde dentro del grupo en cuestión y desde fuera de él (emic/etic), a escala micro y macro. Como primera en Polonia en la década de los 90 del siglo XX se centró en los problemas de la narcocultura, narcoviolencia, narcoterror y narcoterrorismo así como en la diferente diversificación de la identidad genérica entre las indias y las mestizas.

## Desarrollo de la carrera académica
Se graduó en en la Facultad de Filosofía e Historia de la Universidad de Lodz (1983) y a lo largo de 12 años trabajó en la Facultad de Etnografía de la misma. En 1995 colaboró en la fundación del Instituto de Relaciones Internacionales (actualmente Facultad de Estudios Internacionales y Ciencias Políticas de la Universidad de Lodz) donde sigue trabajando. Simultáneamente colaboró a lo largo de 20 años con el Centro de Estudios Latinoamericanos de la Universidad de Varsovia (CESLA). En 1990 defendió su tesis doctoral en humanidades en la Universidad de Lodz, en 2004 se habilitó en la Universidad de Adam Mickiewicz (UAM) de Poznan, coronando la carrera académica con el puesto de profesora en la Universidad de Varsovia en 2005 y un año más tarde también en la Universidad de Lodz. En 2015 el Presidente de la República de Polonia le otorgó el título de profesora titular.
Poznan. En 2002 fundó y a partir de entonces lleva dirigiendo el Laboratorio de Estudios Latinoamericanos que después evolucionó en el Departamento y Cátedra de Estudios Latinoamericanos y Comparativos de la Universidad de Lodz.

## Logros científicos

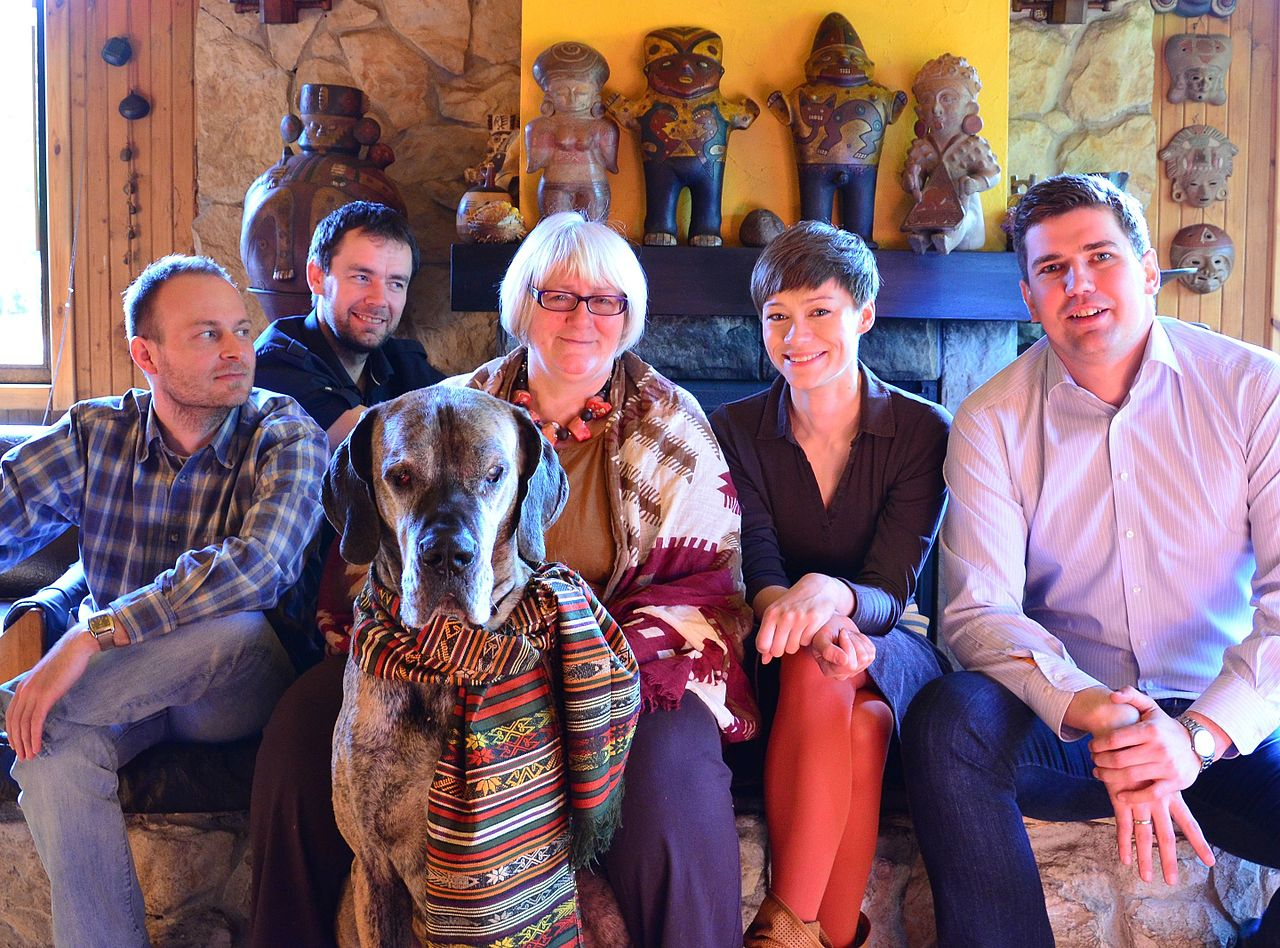
Prof.a Magdalena Śniadecka-Kotarska con sus colaboradores de la Cátedra de Estudios Latinoamericanos y de Ciencias Políticas de la Universidad de Lodz (Lodz 2014, fot. J. Kotarski)

En el periodo 1993-2016 investigando los temas arriba mencionados realizó 60 estudios de campo en América Latina efectuados gracias a las 11 subvenciones científicas financiadas por: Comité de Estudios Científicos (KBN), Ministerio de la Ciencia y de Estudios Superiores (MNiSW), Centro Nacional de la Ciencia (NCN) y Comisión Europea (en ocho de estos proyectos fue su jefa). En el periodo 2010-2014 fue también directora polaca del prestigioso proyecto MISEAL (Medidas para la Inclusión Social y Equidad en Instituciones de Educación Superior en América Latina) del programa ALFA III de la UE en el que colaboraron entidades científicas de 12 países sudamericanos y 4 europeos (Alemania, España, Gran Bretania, Polonia).
Los estudios de campo que realizó la llevaron a participar en más de 100 conferencias y congresos internacionales (incluyendo los cíclicos de ICA, IUAES, CEISAL, LASA) y a escribir 8 monografías y unos 90 artículos publicados en las revistas científicas, en polaco, español e inglés.

## Participación en las asociaciones científicas
La prof.a dr.a hab. Magdalena Śniadecka-Kotarska pertenece a 14 asociaciones científicas polacas y extranjeras (LASA, CIESAL, CLACSO, WISPS, SLAS, ALACID, IUAES, CLACSO; durante muchos años fue la presidenta y vicepresidenta de la PTSL – Sociedad Polaca de Estudios Latinoamericanos). Además forma parte de 8 consejos editoriales de las revistas latinoamericanistas, polacas y del extranjero.

## Logros didácticos
Varias veces trabajó como visiting professor en las universidades europeas y latinoamericanas, p.ej. en Berlín, Praga, Madrid, Granada, Córdoba, Jaén, Barcelona, Vic, Quito, Otavalo, Lima, Cuzco, La Paz, Valparaiso, Buenos Aires, Puebla, Cholula, México D.F., São Paulo, Río de Janeiro, Campinas.

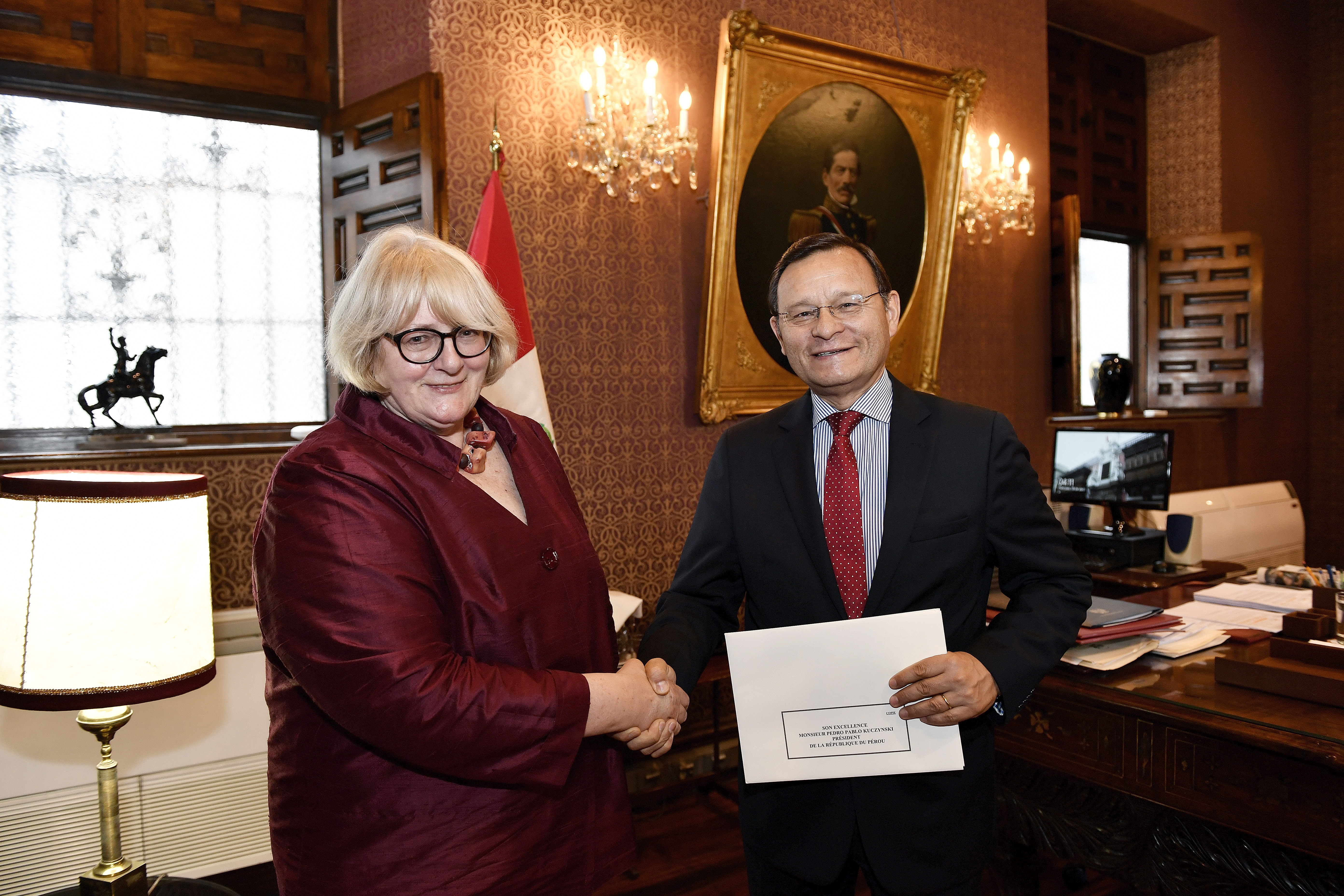
Prof.a M. Śniadecka-Kotarska en el acto de entregar las cartas credenciales al Ministro de Asuntos Exteriores de Perú, Néstor Popolizio (Lima 2018, fot. MAE Perú)

A lo largo de 30 años impartió en polaco y español clases de etnología, antropología, política, relaciones internacionales y estudios culturales de Iberoamérica. En 1995 inició en Polonia (primero en la Universidad de Varsovia, después en la de Lodz) innovadores para aquel entonces conferencias sobre: la antropología de la mujer latinoamericana, narcoviolencia, conflictos socio-culturales y políticos, problemas de infracción de derechos humanos derivados de diferentes conceptos de enfocar y realizar la etnopolítica, el etnodesarrollo, estrategias de combatir al narcotráfico así como la identidad cultural de género en los países multiétnicos.
La profesora M. Śniadecka-Kotarska creó en la Universidad de Lodz (que anteriormente no tenía ninguna tradición de estudios latinoamericanos) un equipo de investigación invitando a la colaboración a sus alumnos, el que en 2015 fue admitido en la red de Latin American Council of Social Sciences como la 481 en el mundo y primera en Poloniaentidad de investigación y didáctica dedicada a este campo temático. Fue también la iniciadora del Centro de Conflictos Latinoamericanos fundado en 2013 en el seno de la Facultad de Estudios Internacionales y Políticos de la Universidad de Lodz.
Es autora de 5 especializaciones en la Facultad de Estudios Internacionales y Políticos (Especialidad Iberoamericana; Estudios Latinoamericanos; Cultura, Sociedad y Política; Especialidad Interamericana; Periodismo Internacional) y la fundadora de la Carrera de Estudios de Cultura Internacionales. El resultado de su trabajo didáctico son 223 latinoamericanistas: 8 doctores (más 4 que bajo su tutela están escribiendo sus tesis doctorales), 110 licenciados (incluyendo a los 55 de la Universidad de Varsovia), 90 diplomados y 15 trabajos de postgrado.

## Premios y condecoraciones

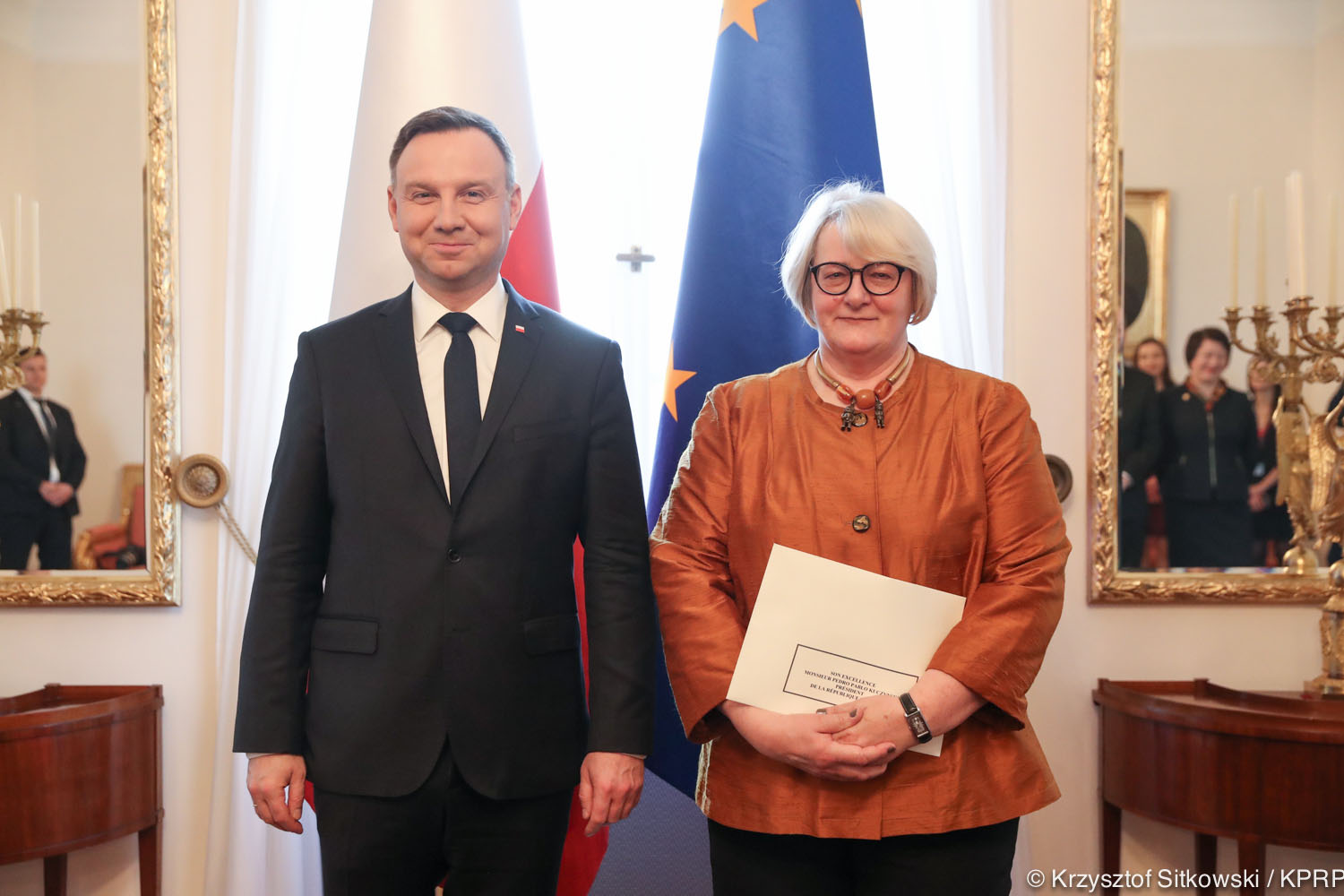
Prof.a M. Śniadecka-Kotarska con el Presidente de República de Polonia Andrzej Duda (Belvedere 2017, fot. PAD)

En 2005 el Presidente de la República de Polonia la condecoró con la Cruz de Oro al Mérito Civil por las investigaciones realizadas en la región andina, en 2015 con la Medalla de Oro al Mérito Civil por el servicio de muchos años. En 2015 se le otorgó el Premio de Margarita von Bretano en Freie Universität de Berlin por los estudios del feminismo indígena. Recibió muchos premios del Rector de la Universidad de Lodz y de Varsovia y en 2018 se le concedió el título del Graduado VIP de la Universidad de Lodz.

En 2017 obtuvo el grado diplomático del Ministro Consejero en el Ministerio de Asuntos Exteriores. Posteriormente el Presidente de la República de Polonia Andrzej Duda la designó al puesto de la embajadora extraordinaria y plenipotenciaria de la República de Polonia en Perú, Bolivia y Ecuador.  En marzo de 2018 asumió la misión diplomática en Lima siendo el undécimo embajador de la República de Polonia y segunda mujer en este puesto a lo largo de 95 años de las relaciones diplomáticas polaco-peruanas.

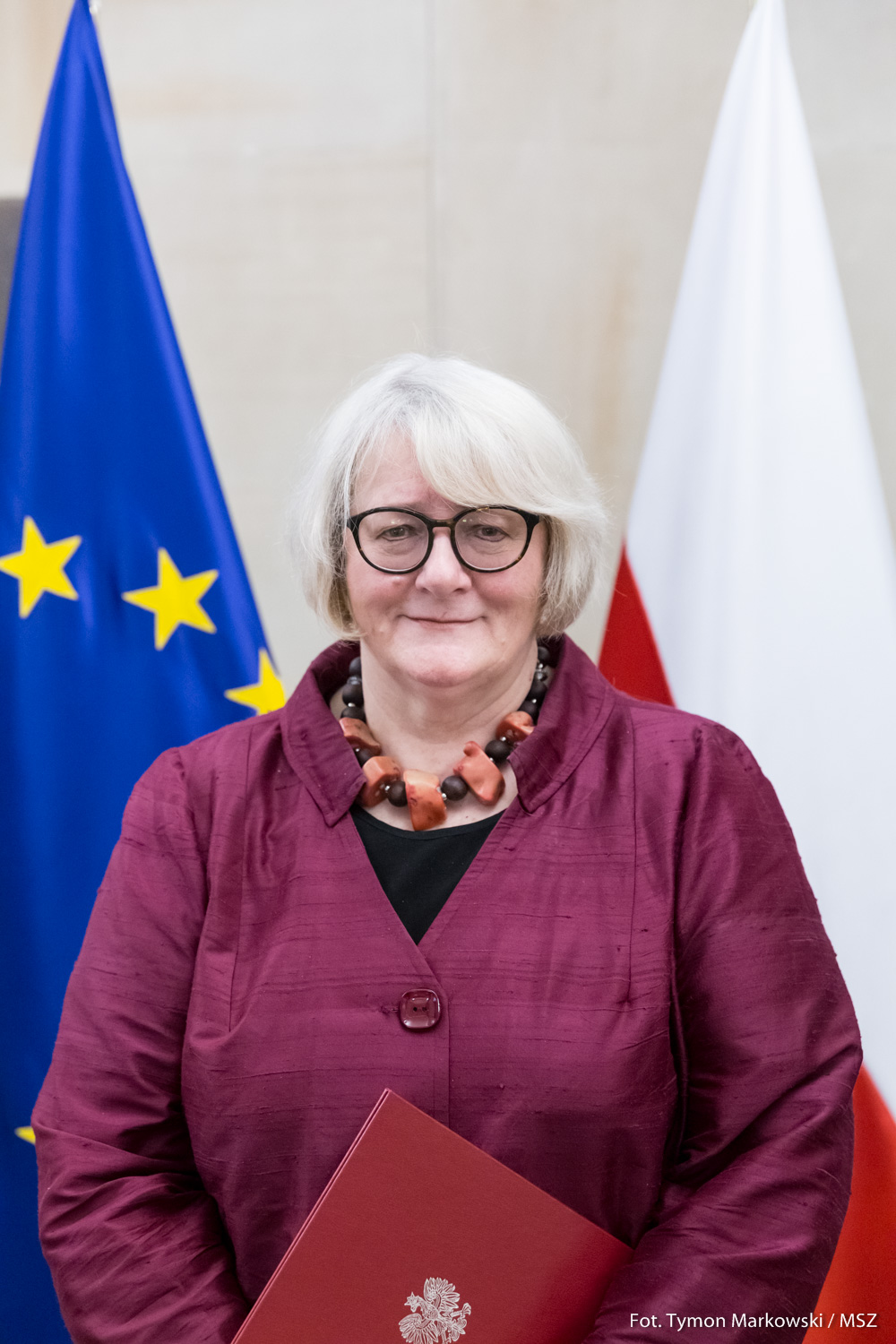
Prof.a M. Śniadecka-Kotarska en el acto de entregar las cartas credenciales al Ministro de Asuntos Exteriores de Perú, Néstor Popolizio (Lima 2018, fot. MAE Perú)

## Publicaciones científicas más relevantes
1. Indianie Otavalo i Saraguo w procesach zmian tożsamości, Dokumenty Robocze CESLA t. 26, UW, ISBN 83-85620-18-4, Warszawa 1997
2. Antropología de la Mujer Andina, PTSL, ISBN 83-911-513-0-1, Warszawa 1998 (I ed.), ABYA-YALA Quito 2001 (ed. II)
3. Być kobietą w Ekwadorze, UW/UŁ, ISBN 83-89251-08-6, Warszawa, 2003
4. Ser mujer en Ecuador, UW/UŁ, ISBN 83-89251-08-3, Warszawa, 2003
5. Być kobietą w Peru, UW/UŁ, ISBN 83-89251-25-6, Warszawa, 2006
6. Ser mujer en Perú, UW/UŁ, ISBN 83-89251-08-8, Warszawa, 2003
7. Kobieta w historii Peru, Dokumenty Robocze CESLA t. 53, UW, ISBN 83-89251-54- X, Warszawa, 2010
8. Etnopolityka w Boliwii, UW/UŁ, ISBN 83-8951-55-8, Warszawa 2012

9. Antropología política en América Latina (red.), UŁ/PTSL, ISBN 978-83-928476-1-8, Warszawa, 2012 10. Etnopolityka w Meksyku, (coautor J.Kotarski) PTSL/UŁ, ISBN 978-83-943363-0-1, Warszawa, 2015, p. 130